# A39高速公路
A39高速公路是法国东部的一条高速公路，又称L'Autoroute Verte。该高速公路连接第戎、多尔和Bourg en Bresse三地。A39是欧洲高速公路网中E21的一部分。

## 特点
- A39高速全长142 km，有一个枢纽
- 有3个服务区

## 历史
- 1992 : 第戎到Crimolois段开通 (6 km)
- 1994 : Crimolois到Dole段开通 (34 km)
- 1998 : Dole到Bourg-en-Bresse段开通 (110 km)